# Sar Tāf
Sar Tāf (persiska: سر تاف) är en ort i Iran.   Den ligger i provinsen Khuzestan, i den västra delen av landet, 400 km sydväst om huvudstaden Teheran. Sar Tāf ligger 510 meter över havet och antalet invånare är 129.
Terrängen runt Sar Tāf är varierad.Runt Sar Tāf är det ganska tätbefolkat, med 104 invånare per kvadratkilometer. Närmaste större samhälle är Jūrvand, 3,6 km nordväst om Sar Tāf. Omgivningarna runt Sar Tāf är i huvudsak ett öppet busklandskap.